# Bradleya atactopleura
Bradleya atactopleura is een mosselkreeftjessoort uit de familie van de Hemicytheridae. De wetenschappelijke naam van de soort is voor het eerst geldig gepubliceerd in 1980 door Al-Furaih.